# 智辯學園中學校及高等學校
智辯學園中學校及高等學校是位於日本奈良縣五條市的私立完全中學，常被簡稱為「智辯學園」，由宗教法人辯天宗於1965年創立。
學校最初在1965年成立高等學校，1967年成立中學校；其棒球部在創校第四年時首次打入第50屆全國高等學校棒球錦標賽的賽事，至今已參加全國高等學校棒球錦標賽超過20次。